# Махмутово (Бєлорєцький район)
Махму́тово (рос. Махмутово, башк. Мәхмүт) — присілок у складі Бєлорєцького району Башкортостану, Росія. Входить до складу Ніколаєвської сільської ради.
Населення — 264 особи (2010; 340 в 2002).
Національний склад:
- башкири — 99%